# Национален отбор по футбол на Ангола
Националният отбор по футбол на Ангола, известен като Паланкас Неграс („черните антилопи“), е представителният отбор на Република Ангола, организиран от Анголската футболна федерация.

## История
- Първи международен мач: Ангола – Куба 1:0, 1 юни 1977, Акра
- Най-изразителна победа: Ангола – Свазиленд 7:1, 23 април 2000, Луанда
- Най-тежка загуба: Португалия – Ангола 6:0, 23 март 1989, Лисабон

## Успехи
На 8 октомври 2005 Ангола се класира за първи път за световно първенство по футбол след победа с 1:0 като гост на Руанда.
Ангола е втората държава от Южна Африка, която се е класирала за финали на световно първенство, след РЮА.

## Футболисти
- Фабрис Аква, голмайстор с 30 гола за Ангола

## Треньори
- Луиш де Оливера Гонсалвес